# Andreas W. Daum
Andreas W. Daum (* 1963 in Köln) ist ein deutsch-amerikanischer Historiker.

## Leben und Wirken
Andreas Daum studierte Geschichte, Politikwissenschaft und Kunstgeschichte an den Universitäten Köln, München und in den USA. Während seines Studiums war er Stipendiat der Studienstiftung des Deutschen Volkes. Er legte 1990 den Magister an der Universität München ab. Sein akademischer Lehrer war Thomas Nipperdey. In München wurde er 1995 mit einer Studie über die Popularisierung der Naturwissenschaften in Deutschland zwischen 1848 und 1914 promoviert. Die Arbeit wurde zunächst von Nipperdey, nach dessen Tod von Laetitia Boehm, Wolfgang Hardtwig und Gerhard A. Ritter betreut. Daum war wissenschaftlicher Mitarbeiter am Deutschen Historischen Institut in Washington und John F. Kennedy Fellow am Center for European Studies der Harvard University. Seit 2003 lehrt Daum als Professor für Geschichte an der State University of New York at Buffalo. Im Jahr 2012 lehnte er einen Ruf an die Universität der Bundeswehr München auf eine W3-Professur für Neueste Geschichte und Zeitgeschichte ab.
Daums Forschungsschwerpunkte sind die deutsche, europäische und transatlantische Geschichte vom 18. bis 20. Jahrhundert. Er veröffentlichte zahlreiche Studien über die Geschichte der Wissenschaftspopularisierung, das deutsche Bürgertum und die deutsch-amerikanischen Beziehungen. Er legte 2003 eine Studie über den Besuch von John F. Kennedy im Juni 1963 in Berlin vor. In dieser Studie rekonstruiert er die Ereignisse dieser Tage als eine „Mikrogeschichte des Kalten Krieges“. Als erster klärte er die Ursprünge des legendären Satzes „Ich bin ein Berliner“, den Kennedy als amerikanischer Präsident am 26. Juni 1963 bei seinem Besuch in West-Berlin aussprach. Er interpretiert diesen Besuch als Höhepunkt einer Emotionsgeschichte des Kalten Krieges und der „transnationale[n] Vergemeinschaftung“ der Westdeutschen mit dem Westen. Zu Alexander von Humboldt hat er ausgiebig publiziert. Im Jahr 2019 erschien von ihm eine knappe Biographie zu Humboldt. Diesen deutet Daum als historische „Epochengestalt“.
Daum gehörte zu den Herausgebern der Fachzeitschriften German Studies Review und der Berichte zur Wissenschaftsgeschichte. Er war Mellon Resident Fellow der American Philosophical Society, Research Fellow des National Endowment for the Humanities und Baird Resident Scholar an der Smithsonian Institution in Washington, DC. Er wurde 2019 von der Alexander-von-Humboldt-Stiftung mit dem Carl Friedrich von Siemens-Forschungspreis ausgezeichnet.

## Schriften (Auswahl)
Monografien
- Wissenschaftspopularisierung im 19. Jahrhundert. Bürgerliche Kultur, naturwissenschaftliche Bildung und die deutsche Öffentlichkeit, 1848–1914. Oldenbourg, München 1998; 2., ergänzte Auflage 2002, ISBN 3-486-56551-6 (zugl. München, Universität, Dissertation, 1995) (Rezension).
- Kennedy in Berlin. Politik, Kultur und Emotionen im Kalten Krieg. Schöningh, Paderborn 2003, ISBN 3-506-71991-2 (Rezension) (englische Übersetzung: Kennedy in Berlin. Übersetzt von Dona Geyer. Cambridge University Press, Cambridge u. a. 2007, ISBN 978-0-521-85824-3).
- Alexander von Humboldt. Beck, München 2019, ISBN 978-3-406-73435-9; 2., durchgesehene und aktualisierte Auflage 2024.
  - erweiterte englische Ausgabe: Alexander von Humboldt. A Concise Biography. Translated by Robert Savage. Princeton University Press, Princeton N.J. 2024, ISBN 978-0-691-24737-3.

Herausgeberschaften
- mit Lloyd C. Gardner, Wilfried Mausbach: America, the Vietnam War and the World. Comparative and International Perspectives. Cambridge University Press, Cambridge 2003, ISBN 0-521-81048-5.
- mit Christof Mauch: Berlin – Washington, 1800–2000. Capital Cities, Cultural Representation, and National Identities. Cambridge University Press, Cambridge 2005, ISBN 978-0-521-84117-7 (Rezension).
- mit Hartmut Lehmann, James J. Sheehan: The Second Generation. Émigrés from Nazi Germany as Historians. With a biobibliographical guide. Berghahn, New York u. a. 2016, ISBN 978-1-78238-985-9.